# 815-ös busz
A 815-ös jelzésű elővárosi autóbusz Budapest és Süttő között közlekedett. A viszonylatot a Volánbusz üzemeltette.
2020. augusztus 19. előtt Komáromig közlekedett.

## Megállóhelyei
| 815 (Budapest, Árpád híd autóbusz-állomás – Dorog – Nyergesújfalu – Süttő, kultúrotthon) | 815 (Budapest, Árpád híd autóbusz-állomás – Dorog – Nyergesújfalu – Süttő, kultúrotthon) | 815 (Budapest, Árpád híd autóbusz-állomás – Dorog – Nyergesújfalu – Süttő, kultúrotthon) | 815 (Budapest, Árpád híd autóbusz-állomás – Dorog – Nyergesújfalu – Süttő, kultúrotthon) | 815 (Budapest, Árpád híd autóbusz-állomás – Dorog – Nyergesújfalu – Süttő, kultúrotthon) | 815 (Budapest, Árpád híd autóbusz-állomás – Dorog – Nyergesújfalu – Süttő, kultúrotthon) | 815 (Budapest, Árpád híd autóbusz-állomás – Dorog – Nyergesújfalu – Süttő, kultúrotthon) | 815 (Budapest, Árpád híd autóbusz-állomás – Dorog – Nyergesújfalu – Süttő, kultúrotthon) |
| Perc (↓)                                                                                 | Perc (↓)                                                                                 | Megállóhely                                                                              | Perc (↑)                                                                                 | Átszállási kapcsolatok a járat megszűnésekor                                             |                                                                                          |                                                                                          |                                                                                          |
| ---------------------------------------------------------------------------------------- | ---------------------------------------------------------------------------------------- | ---------------------------------------------------------------------------------------- | ---------------------------------------------------------------------------------------- | ---------------------------------------------------------------------------------------- | ---------------------------------------------------------------------------------------- | ---------------------------------------------------------------------------------------- | ---------------------------------------------------------------------------------------- |
| 0                                                                                        | 0                                                                                        | Budapest, Árpád híd, autóbusz-állomás végállomás                                         | 89                                                                                       | 1, 1A 26, 32, 34, 106, 120 79 800, 820, 821, 830, 832, 840, 848                          |                                                                                          |                                                                                          |                                                                                          |
| 5                                                                                        | 5                                                                                        | Budapest, Flórián tér (Vörösvári út)                                                     | 82                                                                                       | 1, 1A 9, 34, 106, 111, 118, 134, 137, 218, 226, 237 800, 820, 821, 830, 832, 840, 848    |                                                                                          |                                                                                          |                                                                                          |
| 7                                                                                        | 7                                                                                        | Budapest, Bécsi út (Vörösvári út)                                                        | 79                                                                                       | 1, 1A, 17, 19, 41 137, 160, 218, 237, 260 800, 820, 821, 830, 832, 840, 848              |                                                                                          |                                                                                          |                                                                                          |
|                                                                                          | 11                                                                                       | Budapest, Bojtár utca                                                                    |                                                                                          | 118, 160, 218, 260 820, 821, 830, 832, 840, 848, 848                                     |                                                                                          |                                                                                          |                                                                                          |
| 14                                                                                       | Budapest, Bóbita utca                                                                    | 260 800, 820, 821, 830, 832, 840                                                         |                                                                                          |                                                                                          |                                                                                          |                                                                                          |                                                                                          |
| 17                                                                                       | Budapest, Üröm vasúti megállóhely                                                        | 218 800, 820, 821, 830, 832, 840, 848 S72 S76                                            |                                                                                          |                                                                                          |                                                                                          |                                                                                          |                                                                                          |
| Budapest közigazgatási határa                                                            |                                                                                          |                                                                                          |                                                                                          |                                                                                          |                                                                                          |                                                                                          |                                                                                          |
|                                                                                          | 23                                                                                       | Solymári elágazás (Auchan áruház)                                                        |                                                                                          | 800, 820, 821                                                                            |                                                                                          |                                                                                          |                                                                                          |
| 24                                                                                       | Pilisvörösvár, 10-es számú út, útőrház                                                   | 800, 820, 821                                                                            |                                                                                          |                                                                                          |                                                                                          |                                                                                          |                                                                                          |
| 25                                                                                       | Pilisvörösvári üdülőtelep                                                                | 800, 820, 821                                                                            |                                                                                          |                                                                                          |                                                                                          |                                                                                          |                                                                                          |
| 27                                                                                       | Pilisvörösvár, bányatelep                                                                | 799, 800, 820, 821                                                                       |                                                                                          |                                                                                          |                                                                                          |                                                                                          |                                                                                          |
| 28                                                                                       | Pilisvörösvár, Fő út 31.                                                                 | 799, 800, 820, 821                                                                       |                                                                                          |                                                                                          |                                                                                          |                                                                                          |                                                                                          |
| 25                                                                                       | 29                                                                                       | Pilisvörösvár, városháza                                                                 | 59                                                                                       | 799, 800, 820, 821                                                                       |                                                                                          |                                                                                          |                                                                                          |
| 27                                                                                       | 31                                                                                       | Pilisvörösvár, kultúrház                                                                 | 57                                                                                       | 799, 800, 820, 821, 830, 831, 856                                                        |                                                                                          |                                                                                          |                                                                                          |
|                                                                                          | 32                                                                                       | Pilisvörösvár, vasútállomás bejárati út                                                  |                                                                                          | 799, 800, 821, 830, 831, 856 S72 Z72 S76                                                 |                                                                                          |                                                                                          |                                                                                          |
| 34                                                                                       | Pilisvörösvár, Terranova Kft.                                                            | 799, 800, 832, 847, 8494                                                                 |                                                                                          |                                                                                          |                                                                                          |                                                                                          |                                                                                          |
| 36                                                                                       | Pilisvörösvár, Kopár Csárda                                                              | 799, 800, 832, 847, 8494                                                                 |                                                                                          |                                                                                          |                                                                                          |                                                                                          |                                                                                          |
| 32                                                                                       | 38                                                                                       | Piliscsaba, Pázmány Péter Egyetem                                                        | 52                                                                                       | 799, 800, 832, 847, 8494                                                                 |                                                                                          |                                                                                          |                                                                                          |
| 33                                                                                       | 39                                                                                       | Piliscsaba, Klévíz                                                                       | 51                                                                                       | 799, 800, 832, 847, 8494                                                                 |                                                                                          |                                                                                          |                                                                                          |
| 35                                                                                       | 41                                                                                       | Piliscsaba, iskola                                                                       | 49                                                                                       | 800                                                                                      |                                                                                          |                                                                                          |                                                                                          |
|                                                                                          | 43                                                                                       | Piliscsaba, Magdolna völgy                                                               |                                                                                          | 800                                                                                      |                                                                                          |                                                                                          |                                                                                          |
| 45                                                                                       | Pilisjászfalu                                                                            | 800                                                                                      |                                                                                          |                                                                                          |                                                                                          |                                                                                          |                                                                                          |
| 48                                                                                       | Leányvár, Piliscsévi elágazás                                                            | 800                                                                                      |                                                                                          |                                                                                          |                                                                                          |                                                                                          |                                                                                          |
| 50                                                                                       | Leányvár, Művelődési Ház                                                                 | 800                                                                                      |                                                                                          |                                                                                          |                                                                                          |                                                                                          |                                                                                          |
| 52                                                                                       | Leányvár, vasútállomás                                                                   | 800 S72 Z72                                                                              |                                                                                          |                                                                                          |                                                                                          |                                                                                          |                                                                                          |
| 54                                                                                       | Kesztölci elágazás                                                                       | 800                                                                                      |                                                                                          |                                                                                          |                                                                                          |                                                                                          |                                                                                          |
| 56                                                                                       | Dorog, Ipari Park                                                                        | 800                                                                                      |                                                                                          |                                                                                          |                                                                                          |                                                                                          |                                                                                          |
| 57                                                                                       | Dorog, Puskin utca                                                                       | 800, 847                                                                                 |                                                                                          |                                                                                          |                                                                                          |                                                                                          |                                                                                          |
| 50                                                                                       | 59                                                                                       | Dorog, Bécsi út                                                                          | 34                                                                                       | 800, 847                                                                                 |                                                                                          |                                                                                          |                                                                                          |
| 52                                                                                       | 61                                                                                       | Dorog, újtelep                                                                           | 31                                                                                       |                                                                                          |                                                                                          |                                                                                          |                                                                                          |
| 55                                                                                       | 64                                                                                       | Tokodaltáró, községháza                                                                  | 28                                                                                       | 1721, 1853                                                                               |                                                                                          |                                                                                          |                                                                                          |
| 57                                                                                       | 66                                                                                       | Tokod, József Attila utca                                                                | 26                                                                                       | S150                                                                                     |                                                                                          |                                                                                          |                                                                                          |
| 58                                                                                       | 67                                                                                       | Tát, újtelep                                                                             | 25                                                                                       |                                                                                          |                                                                                          |                                                                                          |                                                                                          |
| 60                                                                                       | 69                                                                                       | Tát, posta                                                                               | 23                                                                                       | 1721 812 S150                                                                            |                                                                                          |                                                                                          |                                                                                          |
| 61                                                                                       | 70                                                                                       | Tát, mogyorósbányai elágazás                                                             | 22                                                                                       | 1721 812                                                                                 |                                                                                          |                                                                                          |                                                                                          |
| 64                                                                                       | 73                                                                                       | Tát-Mogyorósbánya, rakodó                                                                | 19                                                                                       | 812, 8547, 8548                                                                          |                                                                                          |                                                                                          |                                                                                          |
| 68                                                                                       | 77                                                                                       | Nyergesújfalu, Kossuth Lajos út                                                          | 15                                                                                       | 812, 8546, 8547, 8548, 8549 1721                                                         |                                                                                          |                                                                                          |                                                                                          |
| 69                                                                                       | 78                                                                                       | Nyergesújfalu, bajóti elágazás                                                           | 14                                                                                       | 812, 8546, 8547, 8549 S150                                                               |                                                                                          |                                                                                          |                                                                                          |
| 70                                                                                       | 79                                                                                       | Nyergesújfalu, gimnázium                                                                 | 13                                                                                       | 779, 812, 8547, 8549 1721                                                                |                                                                                          |                                                                                          |                                                                                          |
| 71                                                                                       | 80                                                                                       | Nyergesújfalu, Rendőrség                                                                 | 12                                                                                       | 812, 8547, 8549 S150                                                                     |                                                                                          |                                                                                          |                                                                                          |
| 73                                                                                       | 82                                                                                       | Nyergesújfalu, Eternitgyár                                                               | 10                                                                                       | 812, 8547, 8549 S150                                                                     |                                                                                          |                                                                                          |                                                                                          |
| 74                                                                                       | 83                                                                                       | Lábatlan, Betonipari Művek                                                               | 9                                                                                        | 812, 8547, 8549 S150                                                                     |                                                                                          |                                                                                          |                                                                                          |
| 76                                                                                       | 85                                                                                       | Lábatlan, munkásotthon                                                                   | 7                                                                                        | 812, 8547, 8549                                                                          |                                                                                          |                                                                                          |                                                                                          |
| 78                                                                                       | 87                                                                                       | Lábatlan, iskola                                                                         | 5                                                                                        | 812, 8547, 8549 1721                                                                     |                                                                                          |                                                                                          |                                                                                          |
| 80                                                                                       | 89                                                                                       | Lábatlan, Piszkei lakótelep                                                              | 3                                                                                        | 812, 8547, 8549 1721                                                                     |                                                                                          |                                                                                          |                                                                                          |
| 82                                                                                       | 91                                                                                       | Süttő, újtelep                                                                           | 1                                                                                        | 812, 8549 S150                                                                           |                                                                                          |                                                                                          |                                                                                          |
| 83                                                                                       | 92                                                                                       | Süttő, kultúrotthon végállomás                                                           | 0                                                                                        | 812, 8549, 8700 1721                                                                     |                                                                                          |                                                                                          |                                                                                          |